# Manaus Challenger
Il Manaus Challenger è stato un torneo professionistico di tennis giocato su campi in cemento. Faceva parte dell'ATP Challenger Series. L'unica edizione si è tenuta a Manaus in Brasile.

## Albo d'oro

### Singolare
| Anno | Campione     | Finalista    | Punteggio |
| ---- | ------------ | ------------ | --------- |
| 1990 | Luis Herrera | Jaime Oncins | 6–2, 7–5  |

### Doppio
| Anno | Campioni                   | Finalisti                    | Punteggio |
| ---- | -------------------------- | ---------------------------- | --------- |
| 1990 | Shelby Cannon Alfonso Mora | Ricardo Acioly Mauro Menezes | 7–6, 6–4  |